# オレル・マンガラ
オレル・ジョンソン・マンガラ（Orel Johnson Mangala, 1998年3月18日 - ）は、ベルギー・ブリュッセル出身のサッカー選手。プレミアリーグ・エヴァートンFC所属。ベルギー代表。ポジションはMF。

## 経歴

### クラブ
RSCアンデルレヒトのユースチームでプレーを始め、2016年にボルシア・ドルトムントのユースチームに期限付き移籍。
2017年6月、VfBシュトゥットガルトでプロキャリアをスタートした。
2018年8月8日、ブンデスリーガ2部のハンブルガーSVへ2019年6月まで期限付き移籍をした。
2022年7月31日、ノッティンガム・フォレストFCへの完全移籍が発表された。
2024年2月1日、オリンピック・リヨンに買取オプション付きのレンタル移籍で加入した。

### 代表
ベルギーの各世代別代表に招集され、世代別代表における3度のメジャー大会に出場した。
2022年3月26日、アイルランド代表との親善試合にてベルギー代表での初キャップを記録した。